# Peperomia basiradicans
Peperomia basiradicans är en pepparväxtart som beskrevs av G.Mathieu. Peperomia basiradicans ingår i släktet peperomior, och familjen pepparväxter. Inga underarter finns listade i Catalogue of Life.